# Moroda
Moroda – wieś w Rumunii, w okręgu Arad, w gminie Seleuș. W 2011 roku liczyła 742 mieszkańców. 